# Erythrogenys hypoleucos
Az Erythrogenys hypoleucos a madarak osztályának verébalakúak (Passeriformes) rendjébe és a timáliafélék (Timaliidae) családjába tartozó faj.

## Rendszerezése
A fajt Edward Blyth angol zoológus írta le 1844-ben, az Orthorhinus nembe  Orthorhinus hypoleucos néven. Egyes szervezetek a Pomatorhinus nembe sorolják Pomatorhinus hypoleucos néven.

## Alfajai
- Erythrogenys hypoleucos brevirostris Robinson & Kloss, 1919
- Erythrogenys hypoleucos hainanus Rothschild, 1903
- Erythrogenys hypoleucos hypoleucos (Blyth, 1844)
- Erythrogenys hypoleucos tickelli Hume, 1877
- Erythrogenys hypoleucos wrayi Sharpe, 1887

## Előfordulása
Dél- és Délkelet-Ázsiában, Banglades, India, Kambodzsa, Kína, Laosz, Malajzia, Mianmar, Thaiföld és Vietnám területén honos. 		
Természetes élőhelyei a szubtrópusi és trópusi síkvidéki és hegyi esőerdők, valamint cserjések. Állandó, nem vonuló faj.

## Megjelenése
Testhossza 28 centiméter.
|  |

## Természetvédelmi helyzete
Az elterjedési területe rendkívül nagy, egyedszáma ugyan csökken, de még nem éri el a kritikus szintet. A Természetvédelmi Világszövetség Vörös listáján nem fenyegetett fajként szerepel.